# 可児御嵩インターチェンジ
可児御嵩インターチェンジ（かにみたけインターチェンジ）は、岐阜県可児市・御嵩町にある東海環状自動車道のインターチェンジ。
2024年4月11日よりETC専用インターチェンジに変更。ETC非搭載車は利用できない。

## 歴史
- 2005年（平成17年）3月19日：豊田東JCT - 美濃関JCT間開通に伴い、供用開始。
- 2022年（令和4年）4月28日 : 外回りの付加車線を約500m延伸して運用開始[1]。
- 2024年（令和6年）4月11日 : 料金所がETC専用になる[2]。

## 周辺
- ぎふワールド・ローズガーデン
- 名鉄広見線 顔戸駅
- ラスパ御嵩（アピタ御嵩店）
- 道の駅可児ッテ

## 接続する道路
- 国道21号（可児御嵩バイパス）

## 料金所
- ブース数：5

### 入口
- ブース数：2
  - ETC専用：1
  - ETC/サポート：1

### 出口
- ブース数：3
  - ETC専用：1
  - ETC/サポート：1
  - サポート：1

## 隣
C3 東海環状自動車道
(30-1)土岐JCT - (PA/7-1)五斗蒔PA/SIC - (8)可児御嵩IC - (9)美濃加茂IC/SA